# Tyrone Loran
Tyrone Loran (Amsterdam, 29 juni 1981) is een Nederlands-Curaçaos voormalig betaald voetballer die bij voorkeur centraal in de verdediging speelde.

## Loopbaan
Loran speelde in de jeugd bij FC Abcoude en FC Volendam. Hij heeft een HAVO-opleiding genoten en is vervolgens naar de Hogeschool voor Economie gegaan. Die studie moest hij na twee jaar opgeven vanwege zijn verhuizing naar Engeland (Manchester City). Inmiddels was Tyrone Loran ook aanvoerder van de nationale voetbalploeg van de Nederlandse Antillen en een vaste waarde binnen het NAC elftal.
Loran is na zijn debuutjaar bij FC Volendam direct verkocht aan Manchester City, waar Kevin Keegan veel talent in hem zag. Deze samenwerking ging echter niet geheel volgens verwachting en werd de toen zeer jonge speler verhuurd aan Tranmere Rovers, die hem na een uitstekende huurperiode definitief wilde overnemen. In deze beginperiode was Tranmere 17 wedstrijden achtereenvolgend ongeslagen en hierdoor werd Loran fan-favourite.
Hij verkaste voor het seizoen 2007/2008 van RBC Roosendaal NAC Breda, waar hij in juli 2010 zijn contract verlengde tot de zomer van 2011.
Loran speelde bij NAC Breda als centrale verdediger en rechtsback, waarbij hij zowel links als rechts centraal uit de voeten kan. Op 31 januari 2011 werd Loran overgenomen door De Graafschap met een contract tot het einde van het seizoen.
In het seizoen 2013/14 speelde hij voor SV Ilpendam.

## Clubstatistieken
| Seizoen   | Club                   | Duels | Goals | Competitie     |
| --------- | ---------------------- | ----- | ----- | -------------- |
| 2000/2001 | FC Volendam            | 5     | 0     | Eerste divisie |
| 2001/2002 | FC Volendam            | 20    | 1     | Eerste divisie |
| 2002/2003 | Manchester City        | 0     | 0     | Premiership    |
| 2002/2003 | Tranmere Rovers (huur) | 17    | 0     |                |
| 2003/2004 | Tranmere Rovers        | 28    | 0     |                |
| 2004/2005 | Tranmere Rovers        | 5     | 0     |                |
| 2004/2005 | → Port Vale (huur)     | 6     | 0     |                |
| 2004/2005 | RBC Roosendaal         | 17    | 1     | Eredivisie     |
| 2005/2006 | RBC Roosendaal         | 26    | 1     | Eredivisie     |
| 2006/2007 | RBC Roosendaal         | 34    | 2     | Eerste divisie |
| 2007/2008 | NAC Breda              | 17    | 1     | Eredivisie     |
| 2008/2009 | NAC Breda              | 34    | 2     | Eredivisie     |
| 2009/2010 | NAC Breda              | 10    | 1     | Eredivisie     |
| 2010/2011 | NAC Breda              | 9     | 0     | Eredivisie     |
| 2010/2011 | → De Graafschap (huur) | 5     | 0     | Eredivisie     |